# Niambalang
Niambalang est un village de la communauté rurale d'Oukout, située dans l'arrondissement de Loudia Ouoloff et le département d'Oussouye, une subdivision de la région de Ziguinchor dans la région historique de Casamance dans le sud du pays.

## Population
Lors du dernier recensement (2002), Niambalang comptait 625 habitants. Cette population est estimée à 788 personnes pour 2010 et à 1 011 pour 2015.

## Histoire
Un boukout – rite d'initiation diola – a eu lieu à Niambalang en 1974. Le dernier événement de '' boukout a lieu dans ce village en juillet 2016.